# Pituophis melanoleucus
Pituophis melanoleucus är en ormart som beskrevs av Daudin 1803. Pituophis melanoleucus ingår i släktet Pituophis och familjen snokar. IUCN kategoriserar arten globalt som livskraftig.
Arten förekommer i sydöstra USA. Honor lägger ägg.

## Underarter
Arten delas in i följande underarter:
- P. m. lodingi
- P. m. melanoleucus
- P. m. mugitus